# Ingrid Schramm

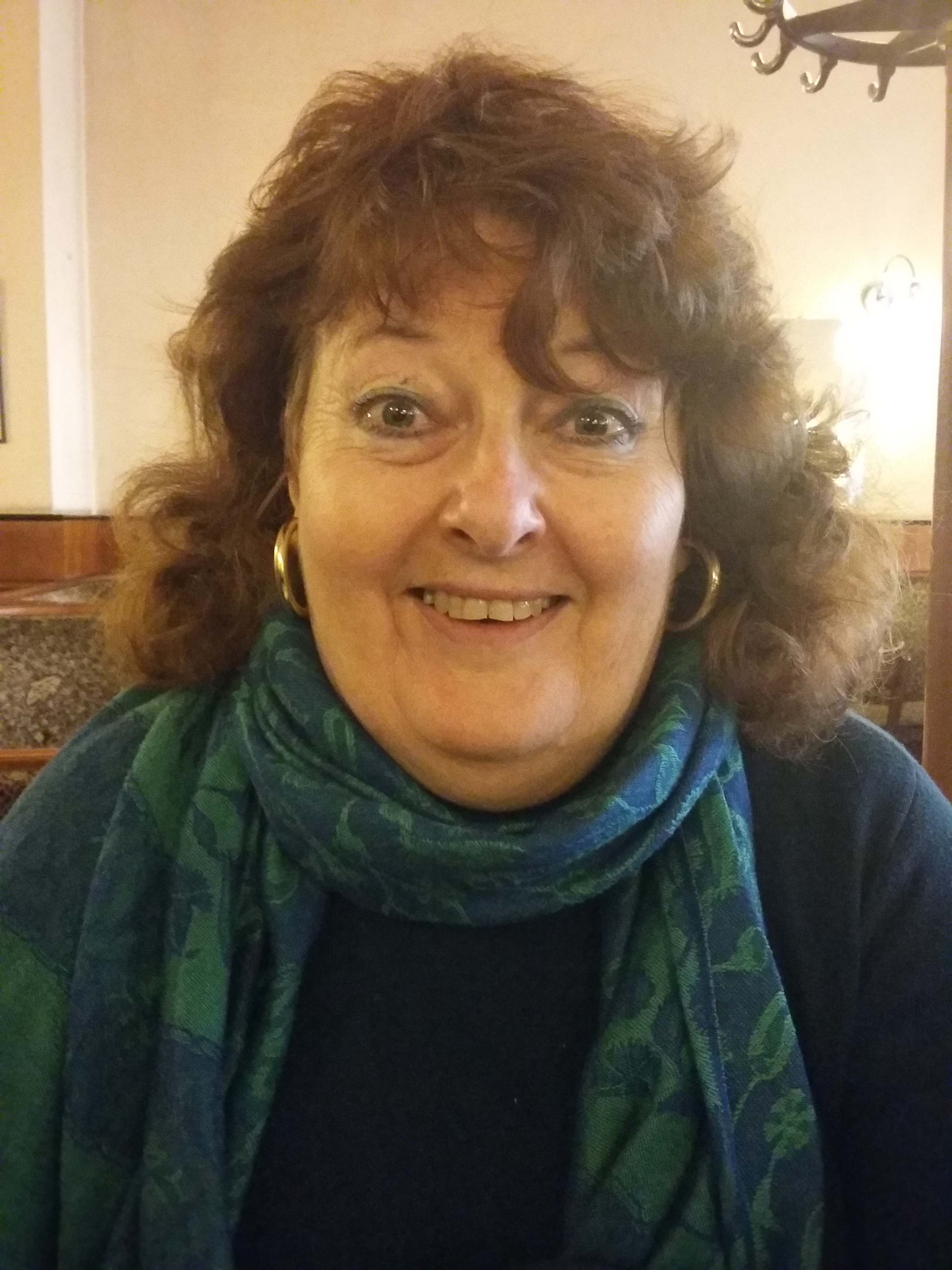
Ingrid Schramm 2017

Ingrid Schramm (Ingrid Nagl-Schramm; * 20. Mai 1956 in Wien) ist eine österreichische Schriftstellerin.

## Leben
Ingrid Schramm wuchs in Wien auf und besuchte das Gymnasium in der Haizingergasse in Wien-Währing, deren Direktorin Minna Lachs prägend für ihr Leben wurde. Ihre Ermutigung, jeder könne im Leben sein Ziel erreichen, wenn er es nur wirklich wolle, wurde zum Leitsatz für sie. Nach der Matura in einer Döblinger Klosterschule lebte Ingrid Schramm ein Jahr in Paris. Nach ihrer Rückkehr studierte sie Graphik an der Akademie der Angewandten Kunst. Mehrere Jahre später nahm sie bei dem polnischen Maler Marek Kubski Unterricht in Ölmalerei.
1976 inskribierte sie an der Universität Wien. Sie studierte zunächst Rechtswissenschaft, danach Theaterwissenschaft und schloss dieses Fach 1985 mit einem Doktorat ab. Während ihres Studiums begann sie beim „Börsen-Kurier“ als Musik-Kritikerin und wechselte zur Finanz, nachdem die Kulturseite eingestellt wurde. Sie arbeitete als Redakteurin im „Kurier“, bei „Die ganze Woche“ und im ORF-Fernsehen. Seit 1992 ist sie als wissenschaftliche Mitarbeiterin im Österreichischen Literaturarchiv der Österreichischen Nationalbibliothek tätig.
Am 21. Juni 2017 wurde ihr im Palais Niederösterreich der Titel Professorin verliehen. Dieser Titel wurde Ingrid Schramm für ihre langjährige wissenschaftliche Tätigkeit in der Österreichischen Nationalbibliothek sowie ihr Engagement als Autorin und Künstlerin zuerkannt.
Sie ist seit dem Jahr 2000 mit Brigadier i. R. Alfred Nagl (1915–2021) verheiratet, Zeremonienmeister der Olympischen Winterspiele in Innsbruck 1964 und 1976.
Schramm ist Mitglied des Österreichischen PEN-Club, der IG Autorinnen und der Mörderischen Schwestern.
Ingrid Schramm wurde 2016 vom Bundespräsidenten der Titel Professorin verliehen.

## Werke
- Hilde Spiel – Weltbürgerin der Literatur. Hg. mit Hans A. Neunzig,  Zsolnay, Wien 1999
- György Sebestyén – Der donauländische Kentaur. Hg. mit Anna Sebestyen, Styria, Graz 2000
- Axel Corti – Filme, Texte, Wegbegleiter. Hg. mit Robert Neumüller und Wolfgang Stickler. Bibliothek der Provinz, Weitra 2003
- Die Traumspur. Roman Edition Vabene 2002
- Tausend Rosen für Miss Tausendsassa (Einakter) (Uraufführung 2007)
- Die Liebespriesterin. Roman. Wien, Edition Vabene 2009
- Gott erhalte, Gott bewahre ... Eine Feenfarce (Uraufführung 2011)
- Hilde Spiel und der literarische Salon Hg. mit Michael Hansel, Innsbruck StudienVerlag 2011
- Der Olympia Nagl – Festschrift zum 100. Geburtstag von Brigadier i. R. Alfred Nagl. Hg. 2015
- Schweig still, Weib! Ein Streifzug durch die finstere Welt des Patriarchats. 2017
- Nennen wir ihn Rumpelstilzchen. Geschichten vom Literatenstammtisch. Ingrid Schramm, Doris Kloimstein, Edwin Baumgartner. Wien 2019
- Der Olympia Nagl. Festschrift zum 105. Geburtstag von Brigadier i. R. Alfred Nagl. Herausgegeben von Ingrid Nagl-Schramm, Wien 2020
- Pannonische Streifzüge – 100 Jahre Burgenland – Pioniergeschichten und Anekdoten. Ingrid Schramm und Andrea Glatzer. Wien 2021.
- Die Schicksalspur der Habsburger in Pannonien. Ingrid Schramm und Andrea Glatzer. Wien 2023
- Pannonische Schicksalslinien. Andrea Glatzer und Ingrid Schramm. Wien 2023
- Johann Strauss - Die Ära des Donauwalzers. Ingrid Schramm und Andrea Glatzer. Wien 2025